# Jordanów (gmina)
Pour les articles homonymes, voir Jordanów (homonymie).

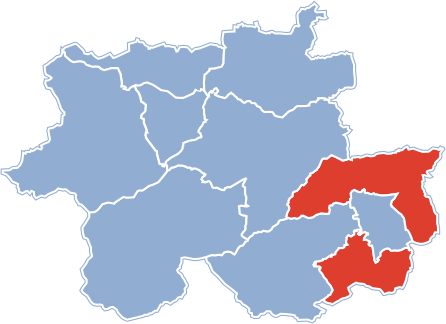

Jordanów est une gmina rurale du powiat de Sucha, Petite-Pologne, dans le sud de la Pologne. Son siège est la ville de Jordanów, bien qu'elle ne fasse pas partie du territoire de la gmina.
La gmina couvre une superficie de 92,65 km2 pour une population de 10 508 habitants.

## Géographie
La gmina inclut les villages de Łętownia, Naprawa, Osielec, Toporzysko et Wysoka.
La gmina borde la ville de Jordanów et les gminy de Bystra-Sidzina, Lubień, Maków Podhalański, Raba Wyżna, Spytkowice et Tokarnia.